# Damián Szifrón
Damián Szifrón, född 9 juli 1975 i Ramos Mejía i utkanten av Buenos Aires, är en argentinsk film- och TV-regissör och manusförfattare, som är mest känd för filmen Wild Tales.

## Biografi
Damián Szifrón, som föddes i en familj med judisk bakgrund, har tidigare genomfört filmstudier, tillsammans med filmteoriförfattaren Ángel Faretta. Han har skrivit manus till och regisserat filmen Wild Tales från 2014, som det året valdes ut att tävla om Guldpalmen under filmfestivalen i Cannes 2014. Den var också nominerad till en Oscar för bästa internationella långfilm på Oscarsgalan 2015, samt vann en BAFTA Award och ett Goyapris för bästa internationella långfilm.

## Filmografi (i urval)
- 2014 – Wild Tales
- 2023 – To Catch a Killer